# Sin vergüenza (álbum)
Sin Vergüenza es el tercer álbum de estudio de Bacilos. El álbum recibió un Grammy Latino a mejor álbum pop vocal de un grupo en el 2005.

## Lista de canciones
| N.º | Nombre                      | Escritor (es) | Duración |
| --- | --------------------------- | ------------- | -------- |
| 1   | Sangre Americana            | Villamizar    | 3:50     |
| 2   | En Algún Recuerdo           | Villamizar    | 4:07     |
| 3   | Pasos de Gigante            | Villamizar    | 3:57     |
| 4   | Porque Brillamos            | Villamizar    | 3:50     |
| 5   | La Mexicana                 | Villamizar    | 3:26     |
| 6   | En Los 70's                 | Villamizar    | 4:07     |
| 7   | Miro La Luna y Pienso En Ti | Villamizar    | 4:20     |
| 8   | Colores, Colores            | Villamizar    | 4:15     |
| 9   | Guerras Perdidas            | Villamizar    | 3:45     |
| 10  | Feliz Conmigo               | Villamizar    | 3:12     |
| 11  | La Olla                     | Villamizar    | 4:15     |
| 12  | Un Regalo                   | Freire/López  | 2:20     |

- Datos: Q7521600